# Электропоезд серии E4 сети Синкансэн
Электропоезд серии E4 сети Синкансэн — электропоезда строящиеся для японской сети высокоскоростных железных дорог Синкансэн с 1997 года-сняты со службы Серия E4 была второй после серии E1 с двухэтажными вагонами. Поезда этой серии работают на Тохоку-синкансэн, на Дзёэцу-синкансэн и на Нагано-синкансэн (Хокурику-синкансэн).
Два состава из 8 вагонов могут быть соединены в один, для получения дополнительной мощности и вместимости. Получившийся поезд из 16 вагонов имеет 1634 сидячих места - это наибольшее число сидячих мест в скоростных поездах в мире.